# George Konrote
Jioji Konousi Konrote, mais conhecido como George Konrote (nascido em 26 de dezembro de 1947), é um político fijiano e general major reformado do exército fijiano, presidente de Fiji de 2015 a 2021. Depois de comandar uma missão de paz no Líbano, Konrote serviu como alto comissário de Fiji para a Austrália de 2001 a 2006, como ministro de estado pela imigração brevemente em 2006 e como Ministro para oportunidades de trabalho, produtividade e relações industriais de 2014 e 2015. Foi o primeiro presidente a ser eleito pelo Parlamento, quando anteriormente os presidentes eram escolhidos pelo Grande Conselho de Chefes.

## Biografia
É nativo da ilha de Rotuma. Seus dias como um estudante na escola secundária Natabua em Lautoka, são descritos no livro premiado Kava in the Blood por Peter Thomson.
Um soldado de carreira, Konrote se alistou para as forças armadas em 1966 e treinou com forças de defesa australiana, estudando em instituições como a universidade australiana de defesa, estudos estratégicos e a Academia da força de defesa australiana em Canberra, Austrália e Nova Zelândia (onde é desenvolvido em parceira em 1996) e a escola de governo John F. Kennedy, na Universidade de Harvard, em 2000.
Alcançou patentes no exército de Fiji, comandou batalhões de soldados fijianos em suas missões de paz no Líbano durante a campanha da FINUL de o Fiji e posteriormente foi vice-comandante da força da operação da FINUL e finalmente o delegado das Nações Unidas e o comandante da força no Líbano. Em reconhecimento a suas contribuições para estes campos, Konrote foi premiado com a medalha da FINUL (1978), a Cruz Militar (Reino Unido, 1982), a ordem do mérito (Itália, 1997), a Ordem do Cedro (Líbano, 1999) e foi feito oficial da ordem de Fiji (divisão militar) em 1997.

## Carreira Política e Diplomática
De 2001 a 2006, Konrote serviu como Alto Comissário de Fiji para a Austrália. Depois de sua nomeação, equivalente de um embaixador, terminou no final de março de 2006, ele foi eleito para representar o círculo eleitoral comunal de Rotuma nas eleições de 2006, e posteriormente foi nomeado como ministro de estado para imigração no gabinete de Laisenia Qarase. Sua função terminou abruptamente quando o governo foi deposto por um golpe militar liderado por Frank Bainimarama, em 5 de dezembro de 2006.
Apesar de servir no governo de Qarase, Konrote tornou-se um candidato para partido de Bainimarama, FijiFirst, na eleição de 2014, ganhando 1.585 votos. Posteriormente foi nomeado como Ministro para Oportunidades de Emprego, Produtividade e Relações Industriais em setembro de 2014.
Em 12 de outubro de 2015, Konrote renunciou ao Parlamento depois de ser eleito como presidente das Fiji.